# Ronchamp
Ronchamp – miejscowość i gmina we Francji, w regionie Burgundia-Franche-Comté, w departamencie Górna Saona.
Według danych na rok 1990 gminę zamieszkiwało 3088 osób, a gęstość zaludnienia wynosiła 131 osób/km² (wśród 1786 gmin Franche-Comté Ronchamp plasuje się na 52. miejscu pod względem liczby ludności, natomiast pod względem powierzchni na miejscu 77.).
W Ronchamp znajduje się kaplica Notre Dame du Haut zaprojektowana przez Le Corbusiera oraz zabytkowy szyb kopalniany („Arthur-de-Buyer”, „Sainte-Marie”...) z wyeksponowanym taborem kolei przemysłowej.

## Linki zewnętrzne

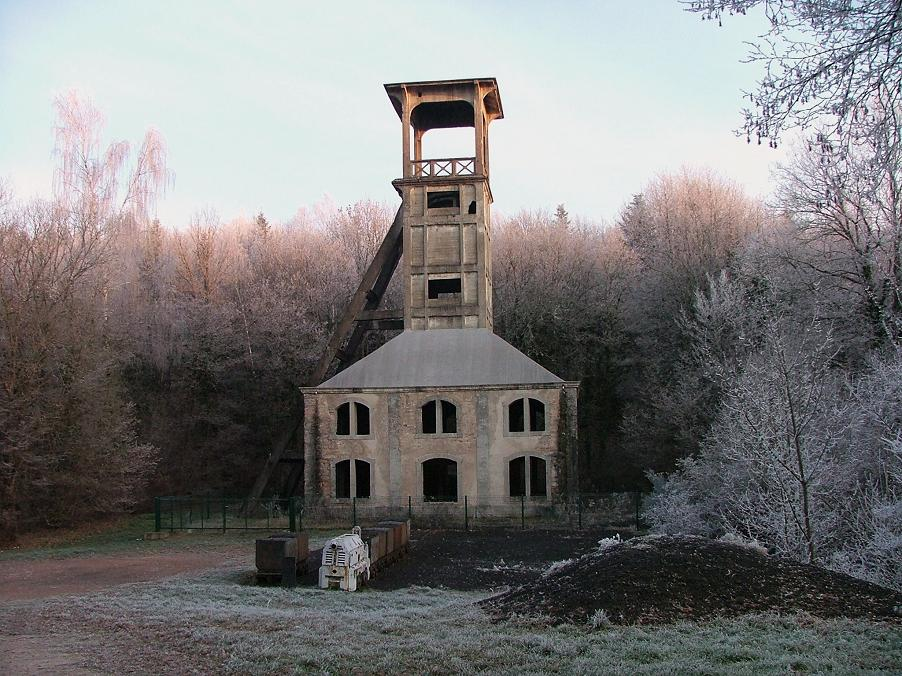
Ronchamp – zabytkowy (nieczynny) szyb kopalniany „Sainte-Marie” – pamiątka po górniczej przeszłości miasta

## Miasta partnerskie
- Sułkowice, Polska
- Cuveglio, Włochy